# Siegfried Santoni
Siegfried Anton Santoni (* 25. Juli 1955 in Leoben, Österreich), geborener Siegfried Anton Niessl, ist ein österreichischer Künstler.

## Leben
Siegfried Santoni wurde als Siegfried Niessl, Sohn von Pauline Niessl, geb. Reber und Alois Niessl geboren. Sein Bruder Rewo, Reinhold Niessl, war ebenfalls Künstler und oftmals an der Seite seines Bruders tätig.
Er ist aufgewachsen in Leoben, wo er die Volksschule besuchte. Als er elf Jahre war, starb sein Vater. Er ging zwei Jahre ins Gymnasium in Graz, Internat der Salvatorianer Graz, und anschließend zwei Jahre ins Gymnasium in Leoben. Danach absolvierte er die Grazer Ortweinschule. Bau – Kunst – Design, um im Anschluss ein Studium an der Hochschule für Musik und darstellende Kunst in Graz bei Wolfram Skalicki zu absolvieren.
Santoni war offizieller Repräsentant Österreichs nach Alfred Hrdlicka und vor Max Weiler im internationalen Kulturaustausch mit Mexiko und hatte vier große Einzelpräsentationen in den Museen der Städte Mexiko-Stadt, Veracruz, Xalapa und in Guadalajara 1991/92.
Er erhielt eine Einladung der Stadt Berlin nach dem Fall der Berliner Mauer, seine Interpretationen zu den gesellschaftlichen Veränderungen in Mitteleuropa 1990 auf den verbliebenen Kilometer der Berliner Mauer zu malen. Santonis Trilogie (10 × 4 m) Maschine – Mensch steht seit 1991 unter Denkmalschutz und wurde 2010 mit dem Sonderpreis „Gelebte Einheit“ des Wettbewerbs „365 Orte im Land der Ideen“ unter der Schirmherrschaft des deutschen Bundespräsidenten Horst Köhler und gefördert von der Deutschen Bank ausgezeichnet.
Siegfried Santoni lebt und arbeitet in Spanien und in der Steiermark, Österreich.

## Auszeichnungen (Auswahl)
- 2016: Da-Vinci-Preis, Art International Contemporary, Florenz[2]
- 2010: Erster Sonderpreis „Gelebte Einheit“ und „Ausgewählter Ort 2010“ vom deutschen Bundespräsidenten Horst Köhler.[3]

## Ausstellungen (Auswahl)
Quelle: 
- Museo Santo Domingo, Mexiko-Stadt, Mexiko
- Stadtmuseum, Hanau, Deutschland
- Museo Arte Moderno, Guadalajara, Mexiko
- Neue Galerie Graz
- Ausstellungszentrum Neues Rathaus, Leoben
- Jaski Art Gallery, Amsterdam, Niederlande
- Galerie 707 International, Palm Beach, USA
- Instituto Veracruzano de Cultura, Veracruz, Mexiko
- Galerie Ravagnan, Venedig, Italien
- Galerie Hansen, Bonn, Deutschland
- International Art Gallery, Luxemburg
- Museo de Antropología de Xalapa, Mexiko
- Galerie Weihergut, Salzburg
- Künstlerhaus Graz
- Kunsthalle, Leoben
- Galerie Zentrum, Wien
- East Side Gallery, Berlin, Deutschland
- Künstlerhaus Wien

## Radiosendung
- Leute mit Dieter Dorner, Ö3, 1974

## Publikationen (Auswahl)
Bücher:
- Auf den Spuren des Lichts

Kataloge:
- Konzentration, Galerie 58, Bern, Schweiz
- Meine Landschaft, Museum der Stadt Leoben
- Triptychen, Galerie Weihergut, Salzburg
- Klang und Rhythmus, Stadtmuseum Hanau, Deutschland
- Ein Stück Natur – Begegnungen – Spuren und Zeichen – Maschine Macht, Museo Santo Domingo, Mexiko-Stadt, Mexiko
- New York – Begegnungen – Naturstücke – Seelenlandschaften – Zeichen und Spuren, Galerie am Salzgries, Wien
- Lichtfluten, Galerie Hartl, Wien
- Terra Magica zur Festspiel-Ausstellung, Galerie Gerlich, Salzburg
- Transparenz der Schöpfung, Galerie Zeugma, Köln, Deutschland[1]
- Es ist immer was los – Lebenszeichen Körper, 35 Jahre Santoni
- Transparenz der Schöpfung – neue Arbeiten, Biennale Graz, Hofgalerie, Graz
- The Painter of Light, Agora Gallery, New York City, Vereinigte Staaten
- Symphonie der Schöpfung zur Festspiel-Ausstellung, Red Dot Gallery, Salzburg

Kunstkalender:
- Seelenlandschaften, Galerie Weihergut, Salzburg
- Begegnungen – Spuren und Zeichen, Galerie am Salzgries, Wien
- Stadtgeschichten, Siemens Nixdorf, Wien
- Archaische Landschaften – BeziehungsNetzwerke – Architekturlandschaften, Kunstverein ARTina
- Malerei des Lichts, Galerie Gerlich, Salzburg[4]
- eue Acrylbilder, Galerie Gerlich, Salzburg
- Terra Magica – Begegnungen – Flora Magica
- Es ist immer was los